# Avropa Oyunları Parkı
Avropa Oyunları Parkı (tłum. Park Igrzysk Europejskich) – kompleks sportowy w Baku, stolicy Azerbejdżanu. Został otwarty 13 maja 2015 roku. Łączy w sobie obiekty do gry w piłkę wodną, koszykówkę 3×3 oraz siatkówkę plażową i piłkę nożną plażową.
Obiekt znajduje się w południowej części miasta, w pobliżu Pałacu Sportów Wodnych i brzegów Morza Kaspijskiego. Kompleks powstał w związku z organizacją w Baku igrzysk europejskich w 2015 roku, a jego otwarcie przy udziale prezydenta Azerbejdżanu İlhama Əliyeva miało miejsce 13 maja 2015 roku. Pierwotnie miał być to jedynie obiekt tymczasowy, jednak w związku z organizacją w Baku igrzysk solidarności islamskiej w 2017 roku oraz przekształceniem całego obszaru wokół kompleksu w teren rekreacyjny, postanowiono go nie likwidować.
Kompleks stanowi zespół połączonych ze sobą obiektów przeznaczonych głównie do uprawiania piłki wodnej, koszykówki 3×3 oraz siatkówki plażowej i piłki nożnej plażowej. Do gry w piłkę wodną obiekt posiada dwa baseny o wymiarach 35 × 22 m, przy głównym basenie znajdują się częściowo zadaszone trybuny dla 1836 widzów, trybuny przy drugim basenie (również częściowo zadaszone) pomieścić mogą 560 widzów. Do gry w koszykówkę 3×3 w obrębie kompleksu znajduje się boisko z częściowo przykrytymi trybunami dla 2008 osób. Główna arena do gry w siatkówkę plażową i piłkę nożną plażową także ma częściowo zadaszone trybuny, o pojemności 2931 widzów. Wokół kompleksu rozmieszczono również kilka dodatkowych boisk.
Kompleks był areną zawodów piłki wodnej, koszykówki 3×3, siatkówki plażowej oraz piłki nożnej plażowej w ramach Igrzysk Europejskich 2015. Odbyły się w nim też zawody piłki wodnej oraz koszykówki 3×3 podczas Igrzysk Solidarności Islamskiej 2017.